# Episodi di American Vandal (seconda stagione)
La seconda stagione della serie televisiva American Vandal   è stata interamente pubblicata su Netflix il 14 settembre 2018.
| nº | Titolo originale | Titolo italiano   | Pubblicazione originale | Pubblicazione Italia |
| -- | ---------------- | ----------------- | ----------------------- | -------------------- |
| 1  | The Brownout     | Il Brownout       | 14 settembre 2018       | 14 settembre 2018    |
| 2  | #2               | Farsela addosso   | 14 settembre 2018       | 14 settembre 2018    |
| 3  | Leaving a Mark   | Lasciare il segno | 14 settembre 2018       | 14 settembre 2018    |
| 4  | Sh*t Talk        | Discorsi di m***  | 14 settembre 2018       | 14 settembre 2018    |
| 5  | Wiped Clean      | Bello pulito      | 14 settembre 2018       | 14 settembre 2018    |
| 6  | All Backed Up    | Avanti tutta      | 14 settembre 2018       | 14 settembre 2018    |
| 7  | Sh*t Storm       | Un mare di m***   | 14 settembre 2018       | 14 settembre 2018    |
| 8  | The Dump         | La grande scarica | 14 settembre 2018       | 14 settembre 2018    |